# Vanvan csúsingura
A Vanvan csúsingura (わんわん忠臣蔵; Hepburn: Wanwan chūshingura, ’Kutyamenet’) 1963-ban bemutatott japán animációs fantasy kalandfilm, amely a Toei Animation gyártásában készült Tezuka Oszamu ötlete alapján. Ez a film volt Mijazaki Hajao első munkája, amiben mint animátor dolgozott.
1963. december 21-én került a japán mozikba, a szigetországon kívül Spanyolországban is bemutatták. DVD-n 2002. december 6-án jelent meg Japánban.

## Cselekmény
A film egy kutya, Rock kalandjait követi, aminek anyját egy kegyetlen tigris, Killer megölte. Felnőve a többi kutya segítségével Rock kész bosszút állni.

## Szereplők
| Szereplő                 | Japán hang                                      |
| ------------------------ | ----------------------------------------------- |
| Rock                     | Kinoshita Hideo (felnőtt) Hori Dzsunko (fiatal) |
| Siro                     | Mizuki Ranko                                    |
| Goro                     | Szató Hideo                                     |
| Killer, a tigris         | Nisimura Kó                                     |
| Akamimi, a róka          | Kamo Josihisza                                  |
| Nukita, a mosómedve      | Ómura Fumitake                                  |
| Rabi, a nyúl             | Itó Makiko                                      |
| Rima, a mókus            | Jamamoto Kijoko                                 |
| lány a világítótoronyban | Hori Dzsunko                                    |
| Karo                     | Honma Csijoko                                   |
| Ron                      | Josikava Kazuko                                 |